# Street Fighting Years
Street Fighting Years je osmé studiové album skotské rockové skupiny Simple Minds, vydané v květnu 1989 u vydavatelství A&M Records. Produkovali jej Trevor Horn a Stephen Lipson a vedle členů skupiny se na něm podíleli například Manu Katché či Lou Reed.

## Seznam skladeb
| Pořadí | Název                 | Autor                     | Délka |
| ------ | --------------------- | ------------------------- | ----- |
| 1.     | Street Fighting Years | Simple Minds              | 6:26  |
| 2.     | Soul Crying Out       | Simple Minds              | 6:07  |
| 3.     | Wall of Love          | Simple Minds              | 5:20  |
| 4.     | This Is Your Land     | Simple Minds              | 6:22  |
| 5.     | Take a Step Back      | Simple Minds              | 4:22  |
| 6.     | Kick It In            | Simple Minds              | 6:11  |
| 7.     | Let It All Come Down  | Simple Minds, John Giblin | 4:56  |
| 8.     | Mandela Day           | Simple Minds              | 5:45  |
| 9.     | Belfast Child         | Simple Minds, tradicionál | 6:42  |
| 10.    | Biko                  | Peter Gabriel             | 7:34  |

## Obsazení
Simple Minds
- Jim Kerr – zpěv
- Charlie Burchill – kytara
- Michael MacNeil – klavír, klávesy, akordeon

Ostatní hudebníci
- John Giblin – baskytara, kontrabas
- Stephen Lipson – baskytara
- Mel Gaynor – bicí
- Manu Katché – bicí
- Stewart Copeland - bicí
- Lou Reed – zpěv v „This Is Your Land“
- Lisa Germano – housle
- Lorna Bannon – doprovodné vokály
- Maureen Kerr – flétna, bodhrán
- Sidney Thiam – perkuse
- Abdul M'boup – perkuse
- Leroy Williams – perkuse
- William Lithgow – violoncello
- Sheena McKenzie – violoncello
- Roger Sharp – dudy
- John Altman – orchestrální aranžmá